# Сідней Гову
Сідне́й Родрі́г Нукпо́ Гову́ (фр. Sidney Rodrigue Noukpo Govou, французька вимова [sidnɛ ɡɔvu]; 27 серпня 1979 року, Ле-Пюї-ан-Веле, Франція) — французький футболіст бенінського походження, нападник.

## Досягнення

### Клуб
- 7-разовий чемпіон Франції: 2002, 2003, 2004, 2005, 2006, 2007, 2008
- Володар кубка Франції: 2008
- Володар кубка Ліги: 2001
- Володар суперкубка Франції: 2002, 2004, 2005, 2007

### Збірна
- Володар Кубка конфедерацій: 2003
- Віце-чемпіон світу: 2006